# Квартет (байка)
«Квартет» (рос. «Квартет») — байка російського письменника Івана Крилова, створена до квітня 1811 року, вперше опублікована в 1811 році у збірці «Нові байки».

## Сюжет
Сюжет байки вибудовується довкола чотирьох тварин: Мавпи, Віслюка, Цапа та Ведмедя, які вирішили створити музичний квартет. Вони беруть різні музичні інструменти й починають одночасно на них грати, але, як не намагаються, у них нічого не виходить. Тоді Мавпа припускає, що вони просто не так сидять, а якщо пересісти правильно, все вийде. Але знову нічого не виходить. Тоді Осел пропонує сісти ближче — знову не виходить. Тварини починають сперечатися, як можна сісти, щоб зігратися. На галас прилітає Соловей, який є голосом моралі. Він каже, що для гри на інструментах потрібні не тільки ноти та, власне, самі інструменти, але й музикальний слух та навичка гри.
Завершують байку рядки: «Тож, як сідати — сварки марні, Бо з вас музики незугарні» стали крилатим виразом.

## Критика
Віссаріон Бєлінський зараховує цю байку до другого розряду байок Крилова, в яких більше виражене моральне, аніж поетичне.
Сучасники байкаря припускали, що Крилов у цій байці висміює керівників чотирьох департаментів Державної Ради, які не могли узгодити свої зусилля по співпраці, або, що він висміює голів на засіданнях літературного гуртка «Бесіда аматорів російського слова», яких також було четверо.

## Адаптація
- Мультфільм «Квартет» 1935 року
- Мультфільм «Квартет» 1947 року

## Архітектура
- Пам'ятник І. А. Крилову на Патріарших ставках у Москві. Поблизу статуї розташовані скульптурні композиції, присвячені дванадцяти відомим байкам, зокрема й байці «Квартет». Точна адреса: м. Москва, вул. Мала Бронна, 34, сквер.
- Пам'ятник І. А. Крилову у Літньому саду у Санкт-Петербурзі. П'єдестал триметрової скульптури прикрашений бронзовими фігурами-персонажами байок, зокрема квартетом тварин. Скульптор П. К. Клодт. Точна адреса: Санкт-Петербург, Набережна Кутузова, Літній сад
- Пам'ятник І. А. Крилову у місті Твер. До ансамблю пам'ятного комплексу входять горельєфи із зображенням сюжетів байок, зокрема байки «Квартет». Над пам'ятником працювали скульптори Сергій Шапошніков, Дмитро Горлов та Микола Донських. Точна адреса: м. Твер, наб. Річки Тьмаки, буд. 31